# Anna Eulàlia Cazurra i Basté
Anna Cazurra i Basté (Barcelona, 27 de setembre de 1965) és una compositora i musicòloga catalana.

## Biografia
Als set anys es va iniciar al món de les arts a través del ballet clàssic, activitat que va compaginar amb la seva formació musical fins als disset. Entre el 1972 i el 1988 va estudiar piano i violí al Conservatori Superior Municipal de Música de Barcelona. A la mateixa institució va estudiar composició i instrumentació amb Josep Soler.
Va obtenir els títols de Professora Superior de Composició i Instrumentació l'any 1998, i també el títol superior de Pedagogia Musical el 2000.
D'altra banda, es va llicenciar en Història de l'Art el 1988 i es va doctorar en la mateixa disciplina per la Universitat Autònoma de Barcelona, el 1992, amb la tesi El compositor i mestre de capella Joan Rosell i la seva aportacio al pre-classicisme musical hispanic, dirigida per Francesc Bonastre. Arran d'aquesta recerca va rebre una beca per estudiar a Cardiff (País de Gal·les) entre el 1993 i 1994.
Des de 1995 va exercir com a professora de la Universitat Pompeu Fabra i a partir de 2001 va ser-ho a la Universitat de Barcelona. Actualment és professora col·laboradora a la Universitat Oberta de Catalunya i doctora i investigadora al Conservatori Superior de Música de Castelló. Per tant, ha compaginat la seva activitat compositiva amb la docència i la musicologia. Com a docent i musicòloga, s'ha interessat especialment en la reconstrucció històrica de la música ibèrica i en la recuperació de repertori musical de compositors espanyols, temes sobre els quals ha realitzat nombroses publicacions.
Ha participat en diversos projectes de recerca i ha residit a Itàlia i Regne Unit, on, a més, va compondre i estrenar les obres Tres fragments, per a quartet de corda, i Salm, per a soprano solo i orquestra. En el camp de la recerca han destacat els seus treballs sobre aspectes relacionats amb la musicologia històrica (especialment el repertori de compositors catalans del segle xviii) i estètica musical. A més a més, ha col·laborat en la redacció de diferents diccionaris i obres generals de música.
El 2003 va ser nomenada Composer-Scholar ini Residence per la City University of New York, on li van dedicar un concert monogràfic a les seves obres orquestrals.
Al llarg del temps també ha col·laborat amb l'Escola Universitària Mediterrani, la Fundació Centre Internacional de Música Antiga, l'Escola Universitària Euroaula, el Conservatorio Profesional de Música Mariano Pérez Sánchez, de Requena, el Conservatori Professional de Música Mestre Tàrrega, de Castelló, la Universitat Catòlica de València San Vicente Mártir, el Conservatori Superior de Música de Castelló, la Universitat Rovira i Virgili, el Conservatori Superior de València i la Georgetown University.

## Premis i reconeixements
El 1995, la seva obra Petit poema per a quintet de metall va guanyar el XV Concurs de joves compositors Premi Internacional Frederic Mompou. Amb motiu de la seva estrena, durant el XVI Festival de Torroella de Montgrí, el compositor Francesc Taverna-Bech escrigué: «La seva música arrenca del món dels expressionistes vienesos i, en aquest terreny, Anna Cazurra evidencia una seguretat envejable. Els pentagrames del seu Petit poema per a quintet de metall tenen la virtut d’atraure per la seva lògica constructiva i una remarcable varietat de plantejaments» (Revista Musical Catalana).
El 1998, la seva obra Quatre invocacions, op. 8, per a piano va guanyar el segon premi del XVIII Concurs de Joves Compositors Premi Internacional Frederic Mompou i va estrenar-se durant el Festival de Peralada l'any 1998. D’estètica impressionista, aquesta obra està inspirada en una sèrie de quadres dels quals l’autora realitza una descripció sonora. El 1998 va estrenar El grito, obra basada en un poema de Federico García Lorca, on incorpora recursos estilístics innovadors. En paraules de la compositora, les seves obres parteixen de la tradició de la Segona Escola de Viena, especialment del llegat musical de Schönberg i Alan Berg; fa un ús lliure de la tècnica dodecafònica, que alterna amb altres propostes estètiques com l’impressionisme, el neoclassicisme o la música aleatòria i l’escriptura, en constant evolució, posseeix una marcada tendència a l’especulació sonora.
El 1998 va rebre el Premi Fundació Caixa de Sabadell i el 2001 va rebre una distinció de recerca de la Generalitat de Catalunya en reconeixement de la seva trajectòria professional. Paral·lelament, ha estat distingida amb el Premi Fundació Caixa Sabadell i ha participat en festivals de música nacionals i internacionals.

## Escrits musicals[5][2]
- El compositor i mestre de capella Joan Rossell i la seva aportació al Preclassisime Musical Hispànic. [Tesi doctoral] Universitat Autònoma de Barcelona, 1994.
- “Josep Duran i Escofet, mestre de capella de la cappela del Palau de la Comtessa a Barcelona”, XXIII Festival de Cadaqués, Barcelona, Ed. Musicals Tritó, 1994.
- Josep Duran (?-1802). Obertura en Re major, Obertura en Fa major. Editorial de Música Tritó. Barcelona, 1997
- “Aportacions inèdites de Felip Pedrell per al Diccionario biográfico y bibliográfico de músicos y escritores de música”, REM, XI-XII, 1996, 429-66.
- Història de la Música, Barcelona, Quaderns Crema, 1998.
- “L’estètica musical”, Actes del Simposi. La Musicologia a Catalunya, propostes de futur, Barcelona, Institut d’Estudis Catalans, 1998.
- (Amb altres autors). Diccionari de la Història Eclesiástica a Catalunya. Director: Albert manent. Edicions de la Generalitat de Catalunya. Barcelona, 1998.
- Curso de Historia de la Música. Guía de aprendizaje, Barcelona, RBA Ed., 1999.
- (Amb altres autors). Diccionario de la Música Española e Hispanoamericana. Directors: Emilio Casares, Ismael Fernández de la Cuesta, José López Calo. Sociedad General de Autores y Editores. Madrid, 1999.
- (Amb altres autors). Gran Enciclopèdia de la Música. Directors: Francesc Rovira, Víctor, Solé. Ed. Enciclopèdia Catalana. Barcelona, 1999.
- Curso de Historia de la Música. Guía de Aprendizaje. RBA Editores. Barcelona, 2000.
- Introducció a la música. De l’antiguitat als nostres dies. Quaderns Crema. Barcelona, 2001.
- “Barroc i classicisme”, per a Història de la Música Catalana, Valencia i Balear. Dir. Xosé Aviñoa. Edicions 62. Barcelona, 2002.
- Iberian Music and Film. Music in Art. International Journal for Music Iconography. Vol XXVII. Spring-Fall 2002. Research Center for Music Iconography. City University of New York. 2003.
- Dotze cançons per a soprano i piano de Josep Balcells. Edicions de la Biblioteca de Catalunya. Barcelona, 2009.

## Obres[3][4][8]
La seva producció inclou peces per a piano, música de cambra, vocal, simfònica i escènica, una part de la qual ha estat gravada en CD i editada. Ha rebut encàrrecs per part d'entitats internacionals. El 2007 Joventuts Musicals li va encarregar l'obra Atlàntida, per a piano i orquestra de cordes, que es va estrenar el 12 de juny del mateix any al Gran Teatre del Liceu. El 2015 va compondre la banda sonora de la pel·lícula Mil Mascaras: Aztec Revenge . El 2016 va estrenar Esperit lliure, obra encarregada per la Universitat Rovira i Virgili  que posteriorment va ser versionada i estrenada per la Banda Municipal de Barcelona, sota la direcció de Salvador Brotons, el 27 d'octubre a l'Auditori de Barcelona. Recentment, ha compost Tensho, obra encarregada pel Festival of Song de Barcelona i musicada per a un cicle de poemes del poeta català Carles Duarte.
La seva obra per a piano La mà de Guido ha estat enregistrada íntegrament pel pianista Albert Nieto.

### Veu acompanyada
- El grito, per a soprano, flauta, guitarra i violoncel (1998). Basada en una poesia de Federico García Lorca. 3'. Estrena: Carmen Sánchez, Christiaan de Jong, Michael Babinchak, Javier Olondo; Sala Salamandra (Barcelona), 11 d'abril de 1998
- Salm; soprano, 3 flautes, 2 oboès, 2 fagots, 4 trompes, 4 trombons, piano i corda (1994)
- Psalms, op. 12, per a soprano i orquestra simfònica (2002). Lletra: Sant Joan de la Creu, Anna Cazurra. Conté: 1. Babilonia; 2. Eclipse. 17'25''
- Farsante, op. 27, mascarada en dos actes (2006), soprano, alto, tenor, baríton i piano. 1 h 30'
- Farsante es aquél, op. 28, per a soprano, violoncel i piano (2006). 6'15''
- Ioann Adervarul, òpera en dos actes (2008), per a soprano, contralt, tenor, baríton, arpa i orquestra simfònica. 1 h 30'

### Música coral
- Vila serena, cor mixt i piano (1998). Lletra: Anna Cazurra. 8'

### Orquestra
- Èvora, primera suite, op. 2, per a orquestra de corda (2000-2002). Conté: 1. Romança àrab; 2. Nocturn; 3. Llegendes mil·lenàries. 9'. Estrena: Big Sax Quartet; Conservatori Superior de Música de Castelló, 2 de novembre de 2006
- Èvora, segona suite, op. 3, per a orquestra de corda (2002). Conté: 1. Moros i cristians; 2. Els balls; 3. Enyorança; 4. La muralla àrab. 18'20''
- Suite Évora, op. 6, per a orquestra de corda (2002). 12'45''
- Invencions (2001)
- Enigma; 3 flautes, 2 oboès, 2 clarinets, 2 fagots, 2 trompes i corda (2001)
- Postales meridionales, per a piano i orquestra simfònica (2008). 33'
- Alborada, op. 17 (2004), per a piano i orquestra de corda. 15'30''
- Esperit lliure, per a orquestra (2016)
- Samsonita, per a piano i orquestra (2016)
- Sing your song, per a piano i orquestra (2016)
- Suite americana, per a orquestra (2016). Conté: 1. Norteña; 2. Caribeña; 3. Brasileira; 4. Porteña.

### Música lírica
- El mentider (2000). Estrena: Teatre Malic (Barcelona), Festival Grec, 19 de juliol de 2000

### Música de cambra
- Vals, per a 2 violins, viola i violoncel (1990). 4'. Estrena: Quartet Homs; Auditori del Sucre (Vic), 17 de setembre de 2000
- Petit poema, op. 1, per a quintet de metall; 2 trompetes, trompa, trombó i tuba (1995). 8'. Obra guardonada al XVI Concurs de joves compositors Premi Internacional Frederic Mompou, 1996. Estrena: 2111 Gótic Brass Ensemble; Torroella de Montgrí, 10 d'agost de 1997
- Tres fragments, per a 2 violins, viola i violoncel (1990). 12'. Estrena: 7 de maig de 1993
- Vals scherzando, per a violí i piano (1997). 4'. Dedicada al seu fill, Marc Espí. Estrena: Marc Espí i Anna Cazurra; Auditori de Caja Madrid (Barcelona), 18 de juny de 1999
- Imatges, violí, cello i piano (2000)
- Atlàntida, op. 16 (2004), per a piano, 2 violins, viola, violoncel i contrabaix. 12'30''. Estrena: Catherine Ordronneau, Orquestra de l'Acadèmia del Gran Teatre del Liceu, Kai Gleusteen, sota la direcció d'Albert Mora; Gran Teatre del Liceu, 12 de juny de 2007
- Xiomàra, op. 15, per a violí i piano (2004). 9'
- Esmirna, op. 25, per a violí, violoncel i piano (2008)
- Quan no hi siguis, op. 24, per a piano, flauta i oboè (2008)
- Blues-tango, per a violí i piano (2015). Estrena: Oksana Solovieva i Josep Buforn; Teatre Metropol (Tarragona), 24 de novembre de 2015

### Piano
- Quatre evocacions, op. 8, per a piano (1995, revisió 2003). Conté: 1. L'ocell melangiós; 2. Tonada; 3. Jocs de platja; 4. Gitano. 8'10''. Segon premi al XVIII Concurs de joves compositors Premi Internacional Frederic Mompou, 1998. Estrena: Quim Bonal; Jardins del Castell de Peralada, 9 de juliol de 1998.
- Tres Postals (1998)
- Escenes (2001)
- Hesperia, op. 5, per a piano (2002). 23'10''. Conté: 1. Azahara; 2. El bazar; 3. Crespúsculo; 4. Mediterrània. Dedicada a Mauricio Annunziata. Estrena: Mauricio Annunziata, 24 d'octubre de 2005
- El éxtasis de Keira, op. 23, per a piano (2007). 3'20''
- El farsante, op. 22, per a piano (2007). 5'20''
- Petites subtileses, per a piano (2012)